# Šangajski muzej znanosti i tehnologije
Šangajski muzej znanosti i tehnologije (kin. 上海科技馆, pinyin: Shànghǎi kējì guǎn) je veliki muzej znanosti i tehnologije, osnovan 2001. god. u Šangaju. 
Nalazi se na Pudongu, uz Park stoljeća koji je svojom površinom od 250.000 m² najveći park u Šangaju, te je izgrađen kako bi popularizirao znanost u cijeloj delti Jangcea.

## Povijest
Šangajski muzej znanosti i tehnologije je planiran kao kruna Trga stoljeća koji je izgrađen 1995. god. Muzej je na vrijeme dovršio svoju konferencijsku dvoranu za sastanak čelnika APEC-a 20. i 21. listopada 2001. god., kojemu su nazočili kineski premijer Jiang Zemin, ruski predsjednik Vladimir Putin i američki predsjednik George W. Bush. Ubrzo je muzej otvoren i za javnost, 18. prosinca 2001. god. Između otvorenja i 2010. god.  muzej je privukao 19,5 milijuna posjetitelja.

## Ustroj
Zgrada muzeja je uzlazna spirala koja se uzdiže pet katova, simbolizirajući znanstveni i tehnološki napredak. Ogromna staklena sfera u njegovom središtu označava nastanak života iz vode. Njegovi temelji obuhvaćaju površinu od 6,8 hektara, a površina mu je 98.000 m², od čega 65.500 m² izložbenog prostora.
Šangajski muzej znanosti i tehnologije ima 14 glavnih stalnih izložbi i 4 kina znanstvene tematike. Izložbe su: Spektar života (Prirodni eksponat koji oponaša krajolik pokrajine Yunnan i prikazuje njegovu raznolikost bića), Istraživanje Zemlje, Kolijevka dizajna, Dječja zemlja duge (Dječji znanstveni park), Svjetlost mudrosti, Dom na Zemlji, Informacijska era, Svijet robota, Svjetlost istraživanja (Izložba koja prikazuje ljudska znanstvena dostignuća 20. stoljeća), Čovječanstvo i zdravlje, Svemirska navigacija, Svijet životinja, Izložba paukova, Kineska antička nauka i tehnologija (drevni kineski izumi i djela), Galerija istraživača (sadrži kineske i strane istraživače), Galerija akademika (sadrži suvremene znanstvenike iz Kine, posebno Šangaja).
Postoje i dvije privremene izložbene dvorane. Muzej je otvoren svaki dan osim ponedjeljcima (osim praznika), od 09:00 do 17:15. 

## Vanjske poveznice
|  | Zajednički poslužitelj ima još gradiva o temi Šangajski muzej znanosti i tehnologije |

- Službene stranice (engl.)

31°13′13″N 121°32′16″E / 31.22028°N 121.53778°E